# Pieter Serry
Pieter Serry (né le 21 novembre 1988 à Aalter) est un coureur cycliste belge membre de l'équipe Quick-Step Alpha Vinyl.

## Biographie

### Début de carrière
Pieter Serry commence le cyclisme à l'âge de douze ans. En 2003, il prend une licence en catégorie débutant au VC ‘t Meetjesland. Il court en catégorie junior en 2005 au Victaulic Europe puis en 2006 au Bodysol LottoMenen. Il passe en catégorie espoir en 2007, dans l'équipe Isorex-Gavere. L'année suivante, il court pour Foronex. Il se révèle en 2009 avec l'équipe Deschuytter-Abutriek Service, lors de courses par étapes, dont la Vuelta a Bidasoa, où il remporte les classements de la montagne et des sprints intermédiaires, et le Tour de Namur, dont il prend la troisième place.
Pieter Serry intègre en 2010 l'équipe continentale belge Jong Vlaanderen-Bauknecht. Durant cette année, il effectue une échappée remarquée lors de la dernière étape du Triptyque des Monts et Châteaux et remporte le championnat provincial de Flandre-Orientale.

### Carrière professionnelle
En 2011, Pieter Serry devient coureur professionnel au sein de l'équipe continentale professionnelle Topsport Vlaanderen-Mercator, qui a vocation à former de jeunes coureurs flamands. Il est remarqué en 2012 par la troisième place qu'il obtient lors de la Flèche brabançonne, ainsi qu'une troisième place d'étape de la Semaine internationale Coppi et Bartali, la quatrième place de Hel van het Mergelland, et la sixième place du Tour de Norvège.
Il est engagé pour deux ans par l'équipe belge Omega Pharma-Quick Step, qui évolue au sein du World Tour. Son début de saison est marqué par une blessure à l'épaule lors du Tour de Langkawi, et par un abandon au Tour de Californie, où il met pied à terre à 300 mètres de l'arrivée, après 200 km de courses par une température de 50°,. Durant l'été, il se classe pour la première fois parmi les dix premiers d'une course du World Tour, en terminant huitième de la Classique de Saint-Sébastien. Onzième du Tour de l'Ain le mois suivant, il dispute son premier grand tour, le Tour d'Espagne. Il en ressort frustré de ne pas avoir pu se mettre en valeur, après avoir été malade durant la première semaine. En fin de saison, il se classe septième du Tour de Lombardie.
En 2014, il dispute le Tour d'Italie en tant qu'équipier de Rigoberto Uran, porteur du maillot rose pendant quatre jours et deuxième du classement général. Il est troisième du championnat de Belgique du contre-la-montre en juin. Aux championnats du monde 2014, il obtient, avec ses coéquipiers d'Omega Pharma-Quick Step, la médaille de bronze du championnat du monde du contre-la-montre par équipes. Il est sélectionné en équipe de Belgique pour le contre-la-montre et remplaçant pour la course en ligne de ces championnats. Il se classe 31e du contre-la-montre. Il termine la saison en prenant la onzième place du Tour de Pékin. Le contrat qui le lie à son équipe est prolongé de deux ans.
En 2015 Serry chute lors du Tour de Catalogne et subit une fracture de la clavicule droite. Une autre chute l'oblige à renoncer au Tour d'Italie lors de la deuxième étape. En octobre, lors d'un entraînement, une chute lui provoque une fracture à la base du crâne nécessitant le port d'une minerve pour un minimum de six semaines.
En 2021, lors de la 6è étape du Tour d'Italie, Piéter Serry se fait renverser par la voiture du directeur sportif Gene Bates de la Team BikeExchange. Chute qui s’avère finalement sans gravité pour le coureur belge.
Lors du Tour d'Espagne 2022, Serry assure un rôle d'équipier pour Remco Evenepoel. Alors que celui-ci est en tête du classement général, Serry est testé positif au SARS-CoV-2 avant la neuvième étape, ce qui le contraint à être non-partant.

## Palmarès et classements mondiaux

### Palmarès amateur
- 2009
  - 3e du Tour de Namur
- 2010
  - Champion de Flandre-Orientale sur route

### Palmarès professionnel
- 2011
  - 2e de la Flèche flamande
- 2012
  - 3e de la Flèche brabançonne
- 2013
  - 7e du Tour de Lombardie
  - 8e de la Classique de Saint-Sébastien
- 2014
  -  Médaillé de bronze au championnat du monde du contre-la-montre par équipes
  - 3e du championnat de Belgique du contre-la-montre
- 2015
  - 1re étape du Czech Cycling Tour (contre-la-montre par équipes)
- 2018
  - 3e du Tour de Wallonie
  - 9e des Strade Bianche
- 2020
  - 1re étape (b) de la Semaine internationale Coppi et Bartali (contre-la-montre par équipes)
  - 3e du championnat de Belgique sur route
- 2021
  - 3e de la Gullegem Koerse
- 2023
  - 2e étape du Tour des Émirats arabes unis (contre-la-montre par équipes)

### Résultats sur les grands tours

#### Tour d'Italie
10 participations
- 2014 : 74e
- 2015 : abandon (2e étape)
- 2016 : 70e
- 2017 : 105e
- 2019 : 38e
- 2020 : 28e
- 2021 : 56e
- 2022 : 148e
- 2023 : 60e
- 2024 : 78e

#### Tour d'Espagne
7 participations
- 2013 : 50e
- 2014 : non-partant (20e étape)
- 2015 : 62e
- 2016 : 112e
- 2018 : 88e
- 2022 : non-partant (9e étape)
- 2023 : 96e

### Classements mondiaux
| Année                                 | 2010 | 2011 | 2012 | 2013 | 2014 | 2015 | 2016 | 2017 | 2018 | 2019 | 2020 | 2021  | 2022  | 2023  | 2024  |
| ------------------------------------- | ---- | ---- | ---- | ---- | ---- | ---- | ---- | ---- | ---- | ---- | ---- | ----- | ----- | ----- | ----- |
| UCI World Tour                        |      |      |      | 95e  | 200e | nc   | 224e | 281e | 160e |      |      |       |       |       |       |
| Classement mondial                    |      |      |      |      |      |      | 261e | 751e | 146e | 479e | 339e | 1175e | 1527e | 1333e | 2738e |
| UCI Europe Tour                       | 481e | 307e | 99e  |      |      |      | 173e | 875e | 79e  | 369e | 279e | 866e  | 1023e | nc    | nc    |
| UCI America Tour                      | nc   | nc   | nc   |      |      |      | nc   | 192e | nc   |      |      |       |       |       |       |
|                                       |      |      |      |      |      |      |      |      |      |      |      |       |       |       |       |
| Légende : nc = non classéSource : UCI |      |      |      |      |      |      |      |      |      |      |      |       |       |       |       |